# Armènia
|  | Per a altres significats, vegeu «Armenia». |

Armènia (en armeni, Հայաստան [Hayastan]; Armínia), oficialment República d'Armènia, és un país del Caucas, del 1990 ençà una república independent que es va segregar de la Unió Soviètica. Geogràficament, l'estat armeni pertany a Àsia, tot i que està fortament lligat a Europa per raons històriques i culturals. Els seus límits són Geòrgia al nord, l'Azerbaidjan a l'est, Turquia al sud-oest i l'Iran al sud-est. La capital n'és Yerevan.

## Etimologia
El mot original per aquest país en armeni era Hayq, després Hayastan, que es pot traduir com a 'la terra de Haik', i consisteix en el nom Hayq i el sufix persa -stan, que significa 'terra, nació, país'. Segons la llegenda, Haik era descendent de Noè (fill de Togarmà, que era fill de Gomer, fill d'un dels fills de Noè, Jàfet) i, segons la tradició cristiana, el pare de tots els armenis. Hom diu que s'instal·là sota el mont Ararat, i que viatjà per ajudar en la construcció de la torre de Babel i després del seu retorn, derrotà els assiris i llur rei Nimrod prop del llac Van, situat en el que avui en dia és Turquia.
Hayastan començà a ser anomenada Armènia pels estats del voltant, perquè era el nom de la tribu més poderosa que vivia en les regions històriques d'aquest poble, que es feien anomenar armens. Aquest és tradicionalment derivat del nom Armenak o Aram, el nom d'un descendent del ja anomenat Haik. El nom Armènia fou derivat d'Har-Minni, que vol dir 'muntanyes de Minni' (o Mannai). Les fonts precristianes suggereixen que Nairi, que vol dir 'terra dels rius', era un nom antic per a la regió muntanyosa del país, que fou usat per primer cop al voltant de l'any 1200 aC, mentre que la primera inscripció que duu el nom Armènia (la inscripció de Behistun) a l'Iran, data del 521 aC.

## Història
Armènia va ser el primer país a adoptar oficialment el cristianisme com a religió, al començament del segle iv. El país ha estat dominat pels imperis romà, quan fou envaït per Trajà el 114, i a finals del segle iv es va dividir en dues zones d'influència, una de l'Imperi Romà d'Orient i l'altre de l'Imperi persa, i en el curs dels segles, de l'otomà, tret d'alguns períodes d'independència.
El 1828, el país va ser ocupat per l'Imperi rus i el 1922 s'integra, juntament amb Geòrgia i l'Azerbaidjan, a la República Socialista Soviètica de Transcaucàsia. El 1936, es dissol aquesta federació i el país passa a formar part de l'URSS amb el nom de República Socialista Soviètica d'Armènia.
Posteriorment, el Moviment Nacional Panarmeni (MNP) venç en les eleccions del 1990. El principal objectiu d'aquest moviment és obtenir la independència de manera legal i pacífica. Després de la caiguda del bloc el 1991, el Soviet Suprem d'Armènia declara la independència del país després d'un referèndum popular. Levon Ter-Petrossian es converteix en el primer president d'aquesta república independent.
La Guerra de l'Alt Karabakh (1988-1994) es va acabar amb el control efectiu armeni de la major part de l'Alt Karabakh i els districtes propers, unificant-lo de fet amb la República d'Armènia. El 8 d'agost de 2025, el primer ministre d'Armènia, Nikol Pashinyan i el president de l'Azerbaidjan, Ilham Aliyev van signar a la Casa Blanca un preacord de pau auspiciat pel president dels Estats Units d'Amèrica, Donald Trump per posar final a la crisi fronterera, reobrint-se el corredor que uneix l'Azerbaidjan amb l'enclavament de Nakhtxivan, que s'anomenarà Ruta Trump per a la Pau i la Prosperitat Internacional.

## Política
El president de la República és el cap d'estat, elegit per sufragi universal directe. El màxim òrgan legislatiu és l'Assemblea Nacional. El 1990, es van celebrar les primeres eleccions legislatives democràtiques i el 1991 va ser elegit també el president de la república. El president nomena el primer ministre, que al seu torn elegeix els ministres del govern. Armènia és membre de la Comunitat d'Estats Independents (CEI).

## Economia
Armènia és un país amb una potent indústria, basada en les seves reserves d'alumini. El pas a una economia de mercat després de la caiguda de l'URSS va ser complicat, i provocà l'emigració de centenars d'armenis a altres estats. Un dels principals llasts per al creixement és la manca d'energia, que s'ha d'importar d'altres estats a un preu excessiu i que ha portat a desenvolupar una central nuclear. Turquia bloqueja les fronteres i en gran manera el comerç. A més, un terratrèmol el 1998 va dificultar encara més la reconstrucció postsoviètica.

## Demografia
Armènia té una població de 3.215.800 habitants segons el cens d'abril del 2006, i és la segona major densitat de població de les exrepúbliques soviètiques. S'ha produït un problema de disminució de la població a causa de l'augment en els nivells d'emigració després de la desintegració de l'URSS. Les taxes d'emigració i de disminució de població, tanmateix, han decrescut dràsticament en els darrers anys, amb una afluència moderada dels armenis que tornen a Armènia; s'espera que aquesta tendència continuï.
El 97,9% de la població és d'origen ètnic armeni. Els iazidistes constitueixen l'1,3% i els russos el 0,5%. Altres minories inclouen els assiris, ucraïnesos, grecs, kurds, georgians i belarussos. També hi ha petites comunitats de valacs, morduïns, ossetes, udis i tats. Durant l'era soviètica, els àzeris foren històricament la segona població més gran del país (al voltant del 10% el 1939). Tanmateix, a causa de les hostilitats amb el veí Azerbaidjan en la disputada regió de l'Alt Karabakh, pràcticament tots ells emigraren d'Armènia. En canvi, Armènia rebé una gran afluència de refugiats armenis de l'Azerbaidjan, creant així una població més homogènia.
Armènia té una diàspora molt gran (8 milions segons algunes estimacions, que supera amb escreix els 3 milions d'habitants de la mateixa Armènia), amb comunitats existents per tot el món. Les comunitats més nombroses es poden trobar a l'Argentina, Austràlia, Canadà, Xipre, Xile, Colòmbia, Rússia, Estats Units, França, Geòrgia, Iran, Israel-Palestina, Líban, Síria, Turquia (la majoria prop d'Istanbul), Uruguai i Ucraïna. Les diàspores principals són Rússia (2,5 milions), Amèrica del Nord (1,5 milions), a Àfrica (15.000), a Síria i Líban (120.000), a la Unió Europea (500.000, sobretot a França) i a Amèrica del Sud (125.000).
La llengua oficial del país és l'armeni, i a conseqüència de l'etapa soviètica, el rus continua estant força estès, sobretot en els àmbits urbans. Bona part de la població urbana (sobretot a Yerevan) és bilingüe.

### Religió

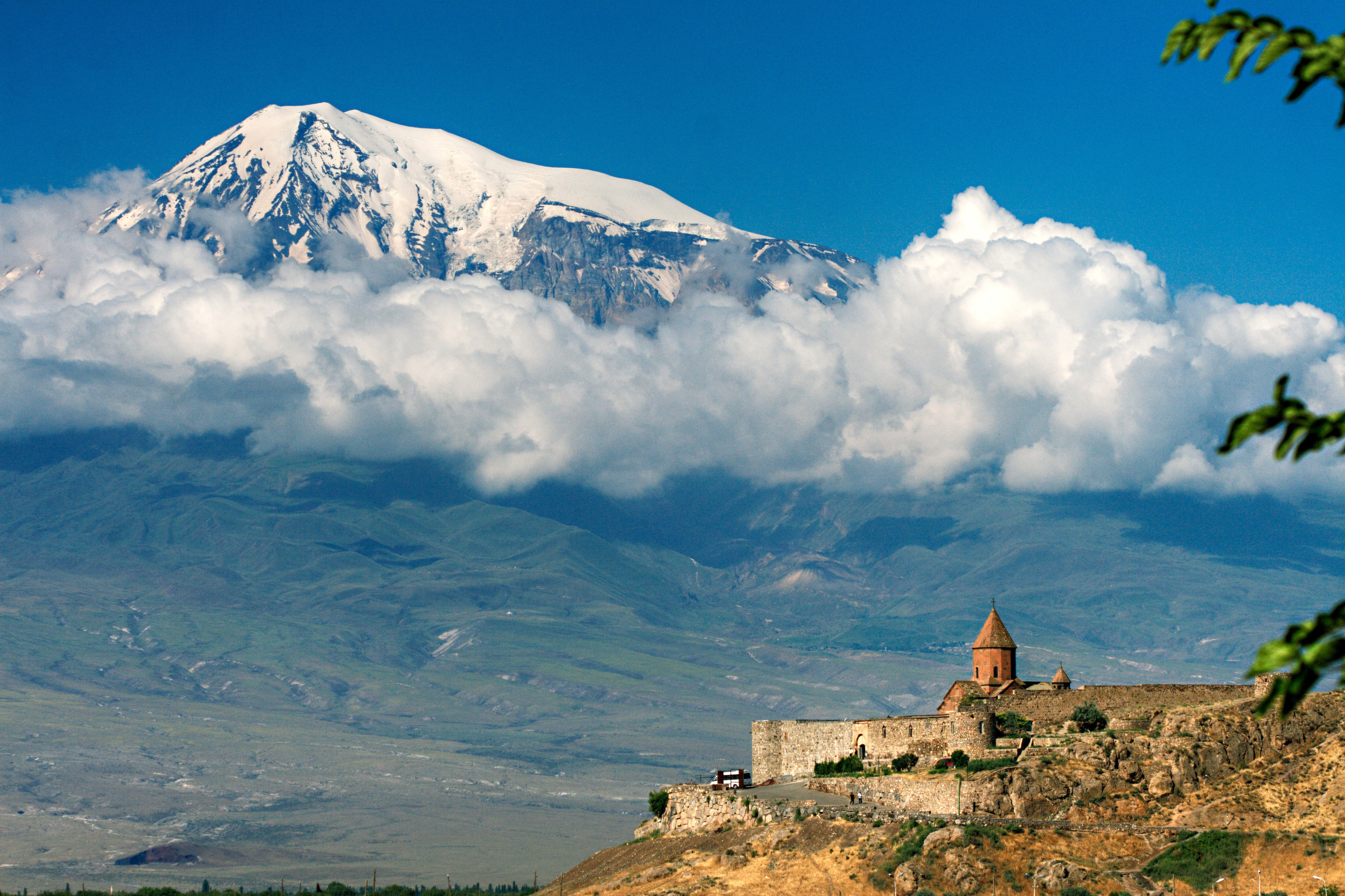
Monestir de Khor Virap, del, erigit sota l'Ararat, on segons la Bíblia arribà l'Arca de Noè

La religió predominant a Armènia és el cristianisme. Les arrels de l'Església armènia comencen al segle i. Segons la tradició, l'Església Armènia fou fundada per dos dels apòstols de Jesús: Judes Tadeu i Bartomeu, que predicaren el cristianisme a Armènia entre els anys 40 i 60. A causa d'aquests apòstols, el nom oficial de l'Església armènia és Església apostòlica armènia. Armènia fou la primera nació a adoptar el cristianisme com a religió d'estat, l'any 301. Prop del 93% dels cristians armenis pertanyen a l'Església apostòlica armènia, una forma d'ortodòxia oriental, com les esglésies copta i siríaca. Aquesta església es considera ortodoxa (tot i que no s'ha de confondre amb l'Església ortodoxa grega) per haver mantingut l'ortodòxia de la doctrina cristiana en conformitat amb els pares de l'Església. Armènia també té una població de catòlics de ritus armeni d'uns 180.000 membres i de protestants i evangèlics. Els kurds de Yazidi, que viuen a la part occidental del país, practiquen el iazidisme.
- Armenis apostòlics: 93%
- Altres cristians: 4%
- Animistes: 2%

## Geografia
Armènia és en un altiplà que té un paisatge molt accidentat, dominat per la serralada del Caucas, que inclou volcans i alts altiplans formats per lava i travessats per profunds barrancs. La seva altitud mitjana és de 1.800 metres. Els terratrèmols freqüents demostren que les muntanyes encara es troben en procés de formació.
El mont Ararat, la muntanya més alta de la regió, amb 5.137 metres, era històricament part d'Armènia, però actualment es troba en territori de Turquia. Tanmateix, és clarament visible des d'Armènia, on és vist pels seus ciutadans com un símbol nacional, fins al punt que apareix a l'emblema nacional.
Armènia es divideix administrativament en 11 províncies (marzer, singular - marz):

Mapa d'Armènia

| #  | Província    | Província   | Capital      | Capital   | Províncies d'Armènia |
| #  | Català       | Armeni      | Català       | Armeni    | Províncies d'Armènia |
| 1  | Aragatsotn   | Արագածոտն   | Astarak      | Աշտարակ   | Províncies d'Armènia |
| 2  | Ararat       | Արարատի     | Artàxata     | Արտաշատ   | Províncies d'Armènia |
| 3  | Armavir      | Արմավիր     | Armavir      | Արմավիր   | Províncies d'Armènia |
| 4  | Guegharkunik | Գեղարքունիք | Gavar        | Գավառ     | Províncies d'Armènia |
| 5  | Kotaik       | Կոտայք      | Hrazdan      | Հրազդան   | Províncies d'Armènia |
| 6  | Lorí         | Լոռի        | Vanadzor     | Վանաձոր   | Províncies d'Armènia |
| 7  | Xirak        | Շիրակ       | Gyumri       | Գյումրի   | Províncies d'Armènia |
| 8  | Siunik       | Սյունիք     | Kapan        | Կապան     | Províncies d'Armènia |
| 9  | Tavuix       | Տավուշ      | Idjevan      | Իջևան     | Províncies d'Armènia |
| 10 | Vaiots Dzor  | Վայոց Ձոր   | Ieghegnadzor | Եղեգնաձոր | Províncies d'Armènia |
| 11 | Yerevan      | Երևան       | Yerevan      | Երևան     | Províncies d'Armènia |

### Topografia
Fa 25 milions d'anys, una agitació geològica empentà l'escorça terrestre per formar l'altiplà armeni, creant així la complexa topografia d'Armènia. La serralada del Caucas Sud s'estén des del nord del país, seguint cap al sud-est entre el llac Sevan i l'Azerbaidjan, passant per la frontera fins a l'Iran. Així situada, les muntanyes fan que el viatge nord-sud i sud-nord sigui molt dificultós. El procés geològic continua encara avui dia, i les seves manifestacions més grans són en alguns casos terratrèmols i sismes d'escala menor. El desembre de 1988, la segona ciutat més gran del país, Gyumri, anteriorment coneguda com a Leninakan, patí danys seriosos a causa d'un terratrèmol que deixà més de 25.000 morts.
El seu territori ocupa una superfície de 29.800 km², pràcticament és la mateixa extensió territorial que Bèlgica. Aproximadament la meitat es troba a més de 2.000 msnm i només un 3% està per sota dels 650 m. Les zones de menor elevació es troben a les valls dels rius Araks i Debet, al nord del país, amb altituds entre els 380 i 430 msnm respectivament. L'altitud del Caucas Sud varia entre 2.640 i 3.280 msnm; al sud-oest d'aquesta serralada, es troba l'altiplà armeni, el qual té petits turons i volcans, alguns d'inactius. El més gran, el mont Aragats, de 4.095 msnm d'altitud, és també el punt més alt del país. La majoria de la població viu a la zona oest i nord-oest del país, on es troben les dues aglomeracions urbanes més grans, Yerevan i Gyumri.

## Cultura

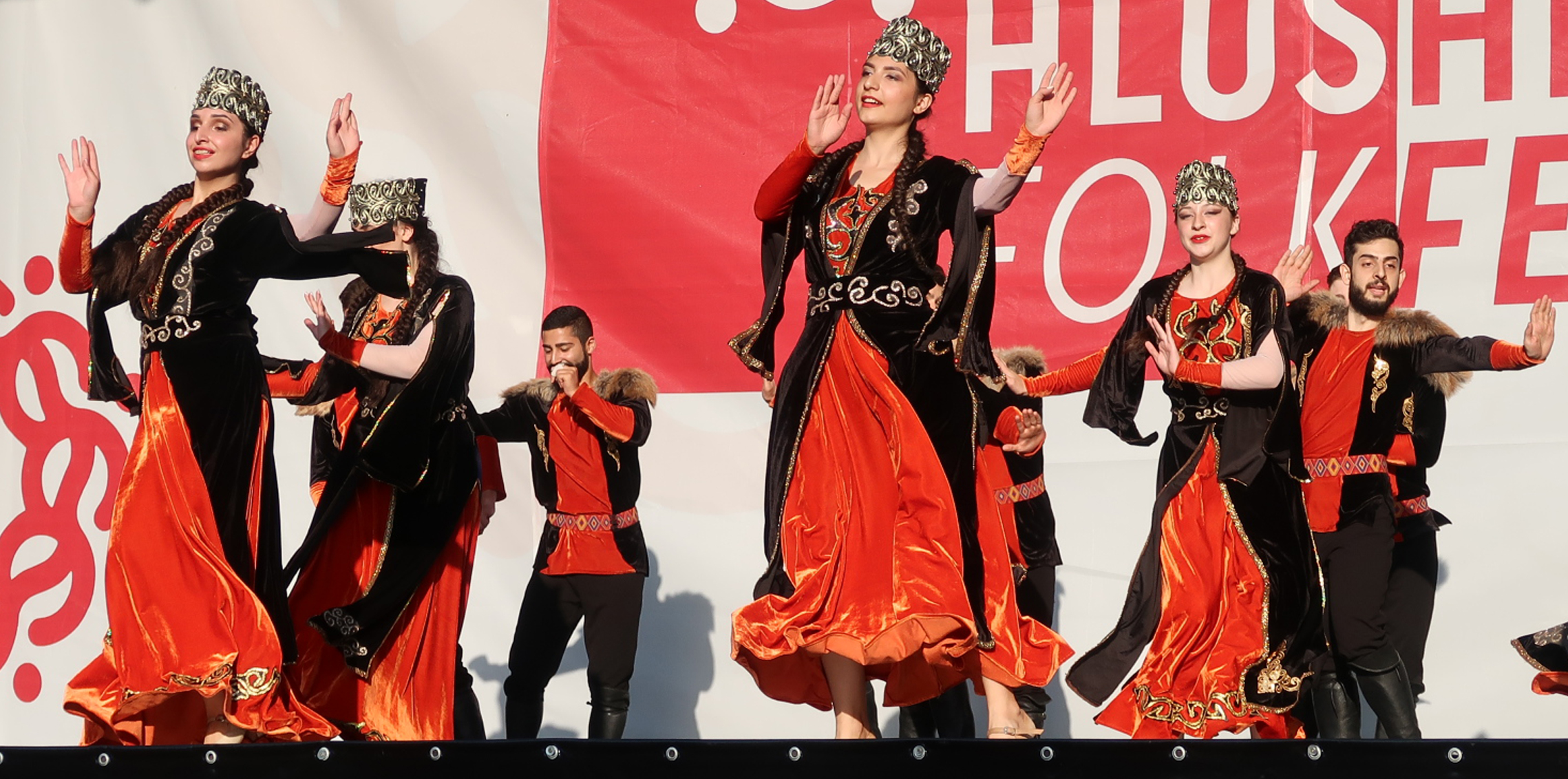
Ballarins armenis

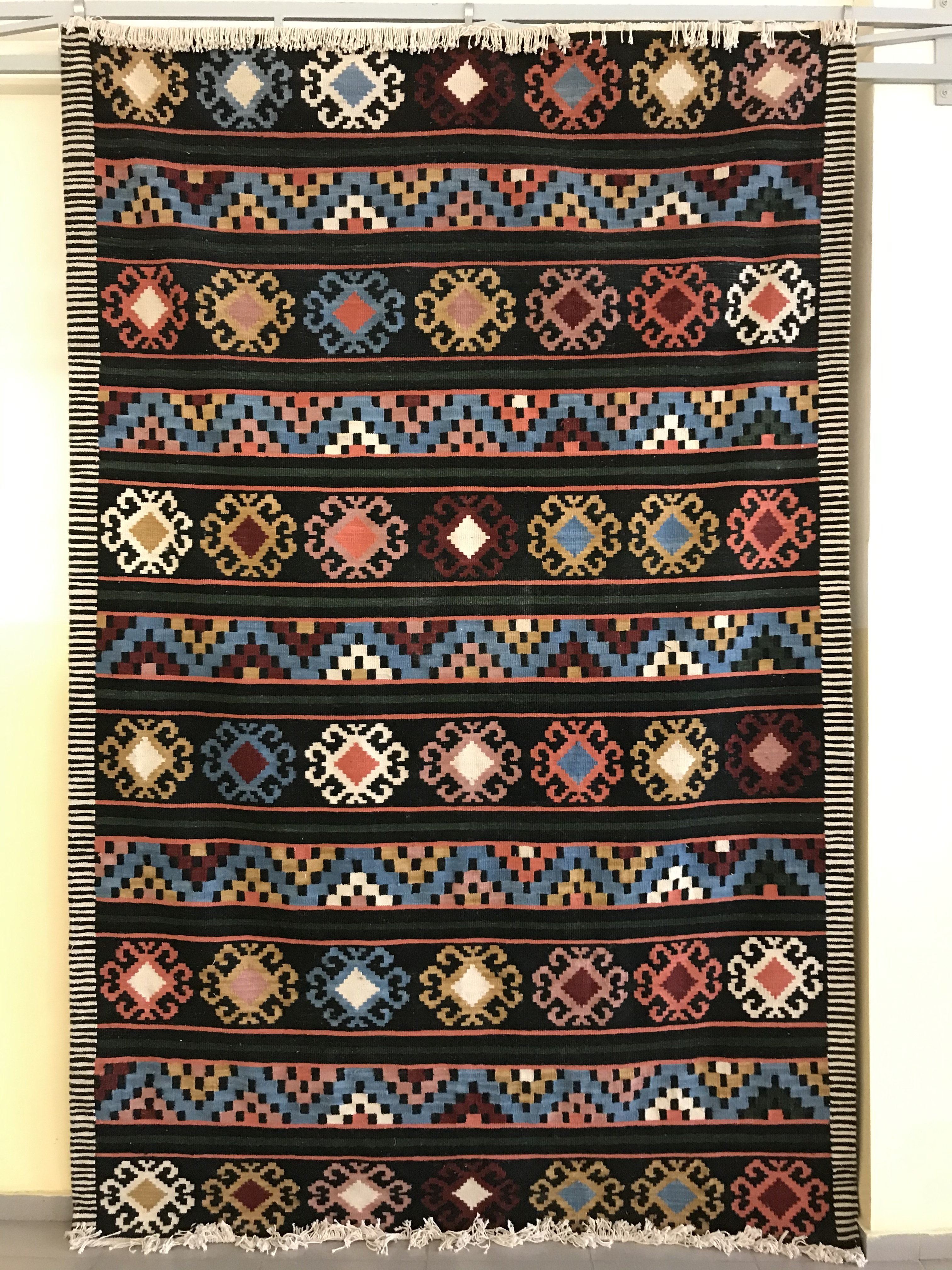
Catifa armènia d'ArtsakhCarpet

Els armenis tenen el seu propi alfabet i idioma distintius. L'alfabet fou inventat per Mesrop i consisteix en 38 lletres (amb 36 sons fonètics), dues de les quals foren afegides durant el període de Cilícia. El 96% dels habitants del país parlen armeni, mentre que el 75,8% de la població també parla rus com a resultat de la política lingüística soviètica. La taxa d'alfabetització adulta a Armènia és del 98%. La majoria dels adults de Yerevan poden comunicar-se en rus.

### Literatura
La literatura començà a Armènia al voltant del 400 aC. Crearen la majoria de les arts literàries prop de Moses de Khorene, al segle v. Amb el pas dels anys, tant els elements de la literatura així com les històries i els mites foren canviant a través de les generacions. Durant el segle xix, l'escriptor Mikael Nalbandian treballà per crear una nova identitat literària armènia. El poema de Nalbandian La cançó de la noia italiana es convertí en la lletra de l'himne nacional.

### Gastronomia
La gastronomia d'Armènia està formada pels plats i tradicions culinàries dels pobles armenis, inclosos els integrants de la diàspora armènia. La història d'Armènia mostra que després de la destrucció de l'Imperi selèucida sorgí el primer estat armeni independent; fou fundat el 190 aC per Atàrxies, els successors del qual es coneixen com la dinastia dels artàxides i sent després al segle xx part de l'estat soviètic, marcà alguns costums culinaris en aquest país i fixà un canvi de les tradicions culinàries de molts segles. La cuina armènia es caracteritza per estar entre la cuina mediterrània i la del Caucas: es tracta d'un conjunt d'elaboracions característiques d'una població nòmada que viu en una regió freda. Amb grans influències també de les cuines de l'Orient Mitjà, de Rússia i dels Balcans.

### Música
Armènia és el país on va néixer el compositor i director clàssic contemporani Aram Khatxaturian, que desenvolupà la seva carrera a Moscou.
El govern soviètic armeni va impulsar la creació de Yerevan com a centre cultural de la nació, atraient-hi figures destacades de l’art i la intel·lectualitat. El 1921, el compositor Romanòs Melikian es va traslladar des de Tbilisi, fundant el Conservatori Estatal (1923) i, més tard, la companyia nacional d’òpera (1933), a més de promoure l’educació musical al país. Aquell mateix any, el pintor Martiròs Sarian, considerat el patriarca de la pintura armènia, també va arribar i va dissenyar l’escut d’armes de l’estat. El 1923 s’hi va instal·lar l’arquitecte Aleksandr Tamanian, autor del nou pla urbanístic que va transformar la ciutat amb places, bulevards, una central hidroelèctrica i un teatre d’òpera. El 1924, Aleksandr Spendiarian es va incorporar al Conservatori, va compondre Yerevan Sketches (1925) i va fundar l’Orquestra Filharmònica Armènia (1926).